# میکولا کودریتسکی
میکولا کودریتسکی (اوکراینی: Микола Іванович Кудрицький؛ ۶ اکتبر ۱۹۶۲ – ۱۶ مارس ۱۹۹۴) بازیکن فوتبال اهل اتحاد جماهیر شوروی سوسیالیستی بود.
از باشگاه‌هایی که در آن بازی کرده‌است می‌توان به باشگاه فوتبال کریفباس کریفیی ریه، باشگاه فوتبال بنی یهودا تل آویو، و باشگاه فوتبال دنیپرو اشاره کرد.